# 'Abd Allah al-Wafi
ʿAbd Allāh al-Wāfī (in arabo عبد اللّه بن محمد بن إسماعيل‎?; Salamiyya, 795 – Salamiyya, 828) è stato il nono Imam ismailita dall'813 all'828.
Il suo laqab è al-Wāfī. I Nizariti e i Musta'liani tracciano il loro Imamato da lui e dai suoi discendenti, che fondarono nel X secolo l'Imamato fatimide. A lui succedette il figlio Muḥammad al-Taqī (Aḥmad ibn ʿAbd Allāh).
L'8º e il 10º Imam fatimide si occultarono a causa delle minacce abbasidi, e furono conosciuti solo con i loro soprannomi. Tuttavia i Dawudi Bohra, nel loro testo religioso del Taqqarub, pretendono di conoscere i veri nomi di tutti i 21 Imam in sequenza, compresi quelli degli "Imam nascosti": l'8º Imam, noto come Wafī Aḥmad, si sarebbe chiamato in realtà ʿAbd Allāh ibn Muḥammad, il 9º Imam (Taqī Muḥammad) si sarebbe chiamato Aḥmad ibn ʿAbd Allāh, e il 10º Imam (Raḍī ʿAbd Allāh) si sarebbe chiamato al-Ḥusayn ibn Aḥmad.

## Residenza a Salamiyya (Siria)
Secondo la rete Ismaili.net i residenti a Salamiyya furono:

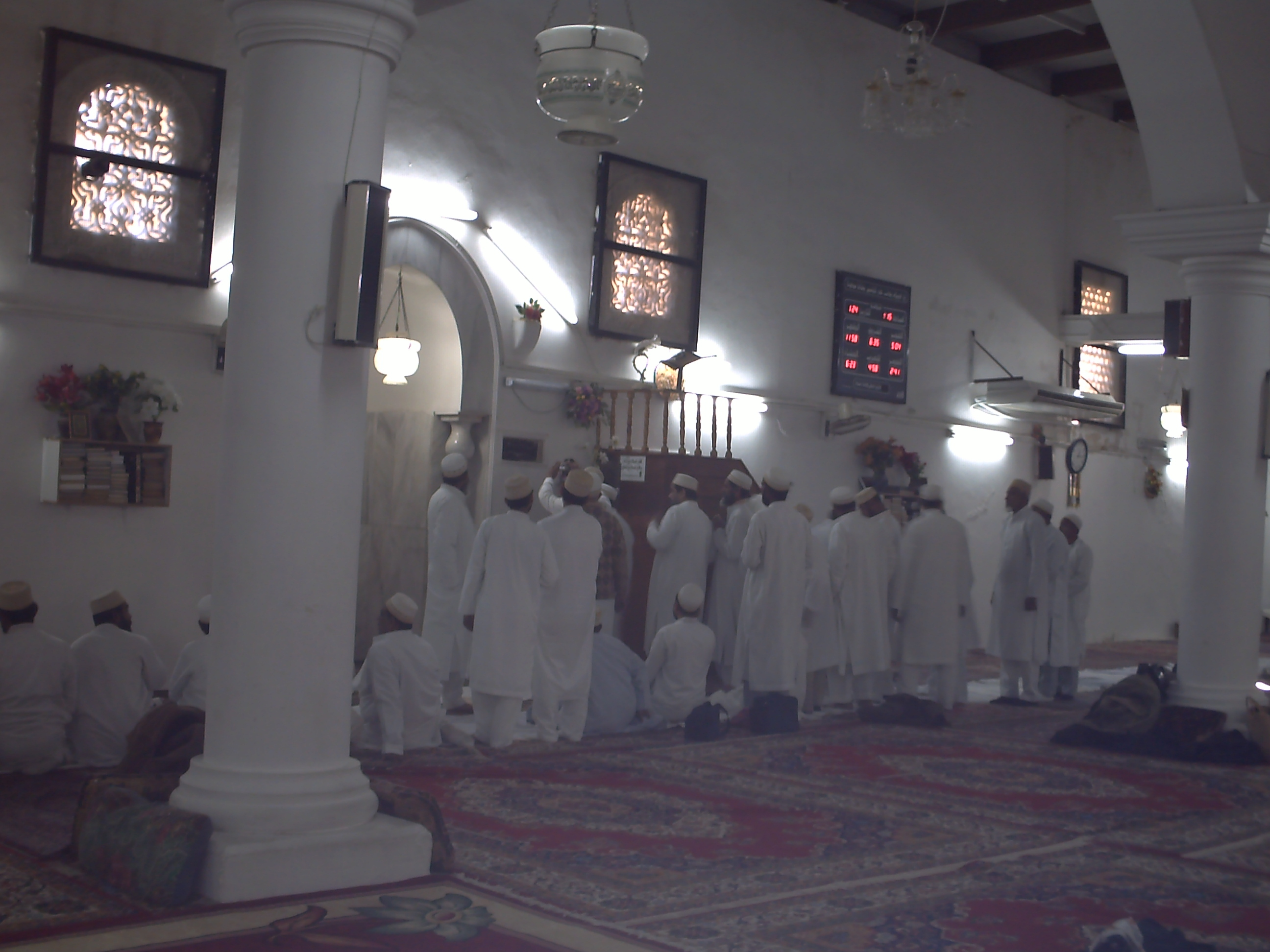
Moschea dell'Imam ʿAbd Allāh a Salamiyya (Siria), restaurata dai Dawudi Bohra

"I propagandisti ismailiti, alla ricerca di un nuovo luogo di residenza per i loro Imam, giunsero a Salamiyya e ispezionarono la città avvicinandone il proprietario di fatto, Muḥammad b. ʿAbd Allāh b. Ṣāleḥ, che aveva trasformato la cittadina in un florido centro commerciale. Gli dissero che vi era un mercante hascemita di Basra che era desideroso d'insediarsi in città. Costui accettò che ciò avvenisse e gli riservò un luogo lungo la strada principale del mercato, dove esisteva una casa appartenente a un certo Abū Farḥa. I dāʿī ismailiti la comprarono per il loro Imam e lo informarono di ciò. Aḥmad al-Wafī giunse nella sua nuova residenza come un normale commerciante e subito abbatté la vecchia abitazione, edificandone una nuova al suo posto e costruì un muro attorno a essa. Costruì anche un tunnel che partiva dall'interno della casa e che conduceva discretamente al suo esterno, attraverso il deserto, per una lunghezza di circa 12 miglia (pressappoco 20 km.). Denaro e tesori di sua proprietà furono trasportati da dromedari all'ingresso di quel tunnel di notte. La porta che lo sbarrava si aprì e i dromedari entrarono con il loro carico all'interno dell'abitazione".
Fotografie mostrano il mausoleo dell'Imam. Vicino alla sua qabra mubārak ("tomba benedetta"), esiste ancora l'ingresso aperto del tunnel.